# Élections législatives est-timoraises de 2018
Les élections législatives est-timoraise de 2018 se déroulent de manière anticipée le 12 mai 2018 au Timor oriental à la suite de l'échec de la formation d'une coalition gouvernementale stable après les élections du 22 juillet de l'année précédente.
Le scrutin provoque une alternance. L'Alliance pour le changement et le progrès, qui rassemble le Congrès national de reconstruction timoraise (centre-gauche social-démocrate) et ses alliés, le PLP et le KHUNTO, remporte la majorité absolue des sièges avec près de la moitié des suffrages. Le Front révolutionnaire pour l'indépendance (gauche), au pouvoir, obtient le même nombre de sièges malgré un résultat en hausse.
Après plusieurs semaines de spéculation sur un retour de Xanana Gusmão (CNRT) au poste de Premier ministre, l'alliance désigne finalement Taur Matan Ruak, du PLP, tandis que Gusmão conserve la main sur le portefeuille du développement économique et que le Khunto obtient plusieurs ministères. Un partage du pouvoir qui est alors vu comme une stratégie de resserrement des liens entre les partis composant la coalition, face à un Fretilin électoralement peu affaibli. Ce dernier conserve par ailleurs une minorité de blocage empêchant le nouveau gouvernement de passer outre d'éventuels veto de la part du président Fretilin Francisco Guterres.

## Contexte
Les élections de 2017, les premières depuis la fin des opérations de maintien de la paix des Nations unies en 2012, voient le parti au pouvoir, le Front révolutionnaire pour l'indépendance du Timor oriental, dit Fretilin, arriver en tête au sein d'un parlement sans majorité. Son chef Rui Maria de Araújo espère un temps conserver son poste de Premier ministre à la tête d'une grande coalition avec le Congrès national de reconstruction timoraise (CNRT), dirigé par Xanana Gusmão. Une telle alliance totalisant 45 sièges sur 65.
Le parti de libération populaire (PLP), en obtenant huit sièges pour sa première participation à des élections, est alors considéré comme le grand gagnant du scrutin, bien que le Fretilin conserve sa suprématie, tandis que Le CNRT en est le principal perdant en nombre de sièges. Devant la possibilité d'une grande coalition entre le Fretilin et le CNRT, le PLP se voit un temps comme le principal parti d'opposition au Timor.
Les négociations échouent cependant avec le retrait surprise du CNRT, qui se place dans l'opposition, Gusmão démissionnant de ses fonctions à la tête du parti dans la foulée, et Marí Alkatiri, membre du Fretilin et Premier ministre de 2002 à 2006 est choisi comme Premier ministre en coalition avec le Parti démocrate (PD). Cette formation ne totalise que trente sièges, manquant de peu la majorité absolue de 33 sièges au parlement national. Mis en minorité, le gouvernement échoue alors à plusieurs reprises à faire voter le budget. Devant le constat d'un blocage institutionnel, le président Francisco Guterres dissout le parlement le 26 janvier 2018 et convoque des élections législatives anticipées.

## Système électoral
Le Parlement national du Timor oriental est un parlement monocaméral composé de 65 députés élus pour cinq ans au scrutin proportionnel de liste dans une seule circonscription nationale. Les sièges sont répartis selon une méthode de la plus forte moyenne : la méthode d'Hondt. Un seuil électoral de 4 % des suffrages est requis. Il était de 3 % avant les précédentes élections,. 
Alors que l'inscription sur les listes électorales est obligatoire, le vote ne l'est pas.

## Campagne
Pour la première fois, plusieurs partis est-timorais se regroupent en alliances pour les élections. Ceux-ci se présentent ainsi unis en liste unique face aux électeurs. Les partis concernés conservent cependant leur existence propre. Leurs candidats occupent ainsi des places au sein des listes selon des tractations internes, permettant aux partis d'obtenir malgré tout des députés sous leur étiquette propre.

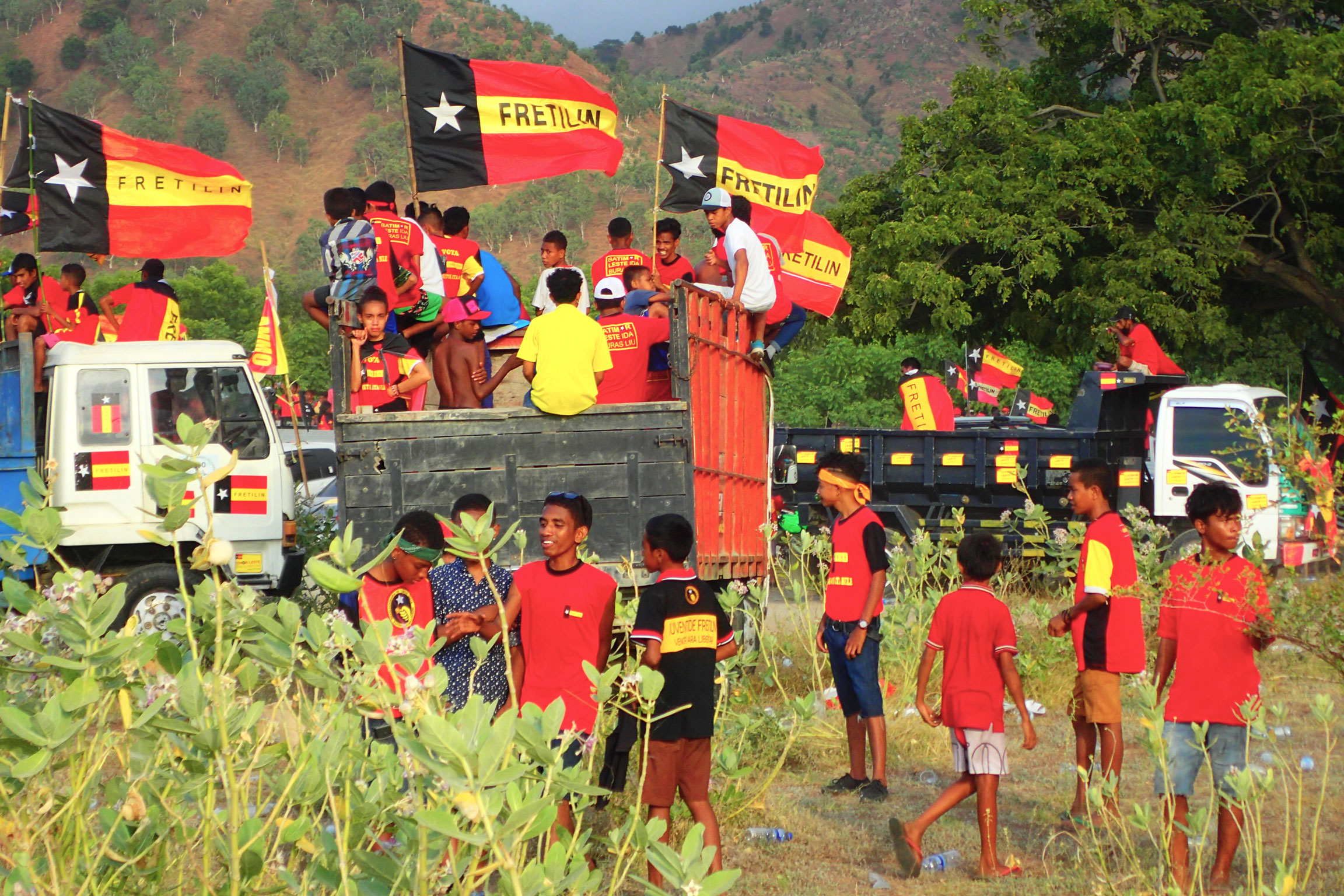
Campagne du Fretilin en Tasitolu
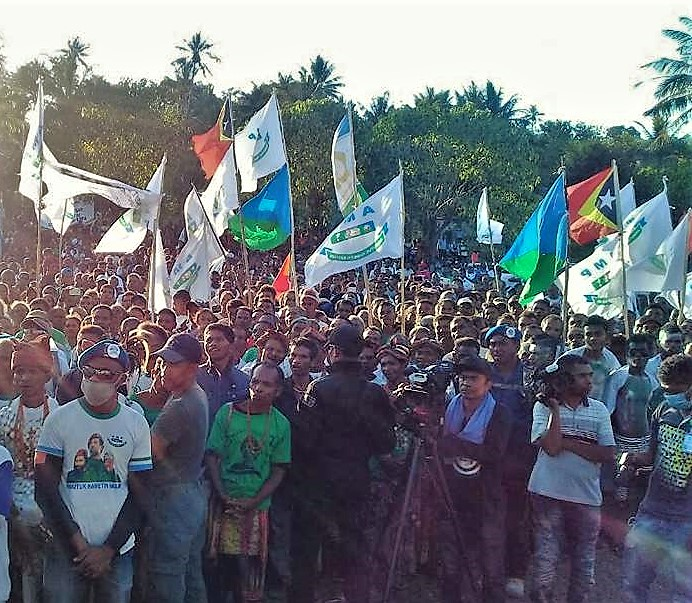
Campagne de l'AMP en Oesilo
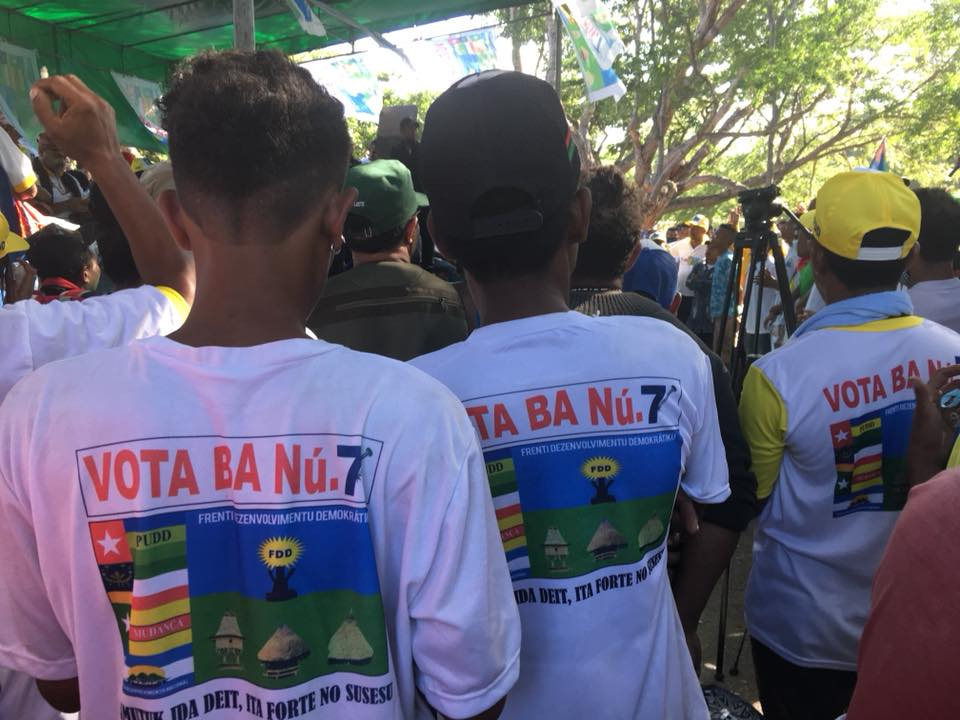
Campagne du FDD en Tasitolu

## Résultats
|                        |                                                                        |                                                                        |                                                                        |         |       |      |        |               |  |
| Partis                 | Partis                                                                 | Partis                                                                 | Partis                                                                 | Voix    | %     | +/-  | Sièges | +/-           |  |
|                        | Alliance pour le changement et le progrès (AMP)                        | Alliance pour le changement et le progrès (AMP)                        | Alliance pour le changement et le progrès (AMP)                        | 309 663 | 49,58 | 3,11 | 34     | 1             |  |
|                        | Congrès national de reconstruction timoraise (CNRT)                    | Congrès national de reconstruction timoraise (CNRT)                    | 21                                                                     | 309 663 | 49,58 | 3,11 |        | 1             |  |
|                        | Parti de libération du peuple (PLP)                                    | Parti de libération du peuple (PLP)                                    | 8                                                                      | 309 663 | 49,58 | 3,11 |        | 1             |  |
|                        | Kmanek Haburas Unidade Nasional Timor Oan (KHUNTO)                     | Kmanek Haburas Unidade Nasional Timor Oan (KHUNTO)                     | 5                                                                      | 309 663 | 49,58 | 3,11 |        | 1             |  |
|                        | Front révolutionnaire pour l'indépendance du Timor oriental (Fretilin) | Front révolutionnaire pour l'indépendance du Timor oriental (Fretilin) | Front révolutionnaire pour l'indépendance du Timor oriental (Fretilin) | 213 324 | 34,18 | 4,52 | 23     | en stagnation |  |
|                        | Parti démocrate (PD)                                                   | Parti démocrate (PD)                                                   | Parti démocrate (PD)                                                   | 50 370  | 8,07  | 1,72 | 5      | 2             |  |
|                        | Front démocrate pour le développement (FDD)                            | Front démocrate pour le développement (FDD)                            | Front démocrate pour le développement (FDD)                            | 34 301  | 5,49  | 1,53 | 3      | 3             |  |
|                        | Parti uni pour le développement et la démocratie (PUDD)                | Parti uni pour le développement et la démocratie (PUDD)                | 1                                                                      | 34 301  | 5,49  | 1,53 |        | 3             |  |
|                        | Union démocratique timoraise (UDT)                                     | Union démocratique timoraise (UDT)                                     | 1                                                                      | 34 301  | 5,49  | 1,53 |        | 3             |  |
|                        | Frenti-Mudança (FM)                                                    | Frenti-Mudança (FM)                                                    | 1                                                                      | 34 301  | 5,49  | 1,53 |        | 3             |  |
|                        | Parti pour le développement national (PDN)                             | Parti pour le développement national (PDN)                             | 0                                                                      | 34 301  | 5,49  | 1,53 |        | 3             |  |
|                        | Espoir pour la patrie (PEP)                                            | Espoir pour la patrie (PEP)                                            | Espoir pour la patrie (PEP)                                            | 5 060   | 0,81  | 0,38 | 0      | en stagnation |  |
|                        | Mouvement pour le développement national (MDN)                         | Mouvement pour le développement national (MDN)                         | Mouvement pour le développement national (MDN)                         | 4 494   | 0,72  | 0,68 | 0      | en stagnation |  |
|                        | Union nationale démocratique de résistance timoraise (UNDERTIM)        |                                                                        |                                                                        | 4 494   | 0,72  | 0,68 | 0      | en stagnation |  |
|                        | Association monarchique populaire du Timor (APMT)                      |                                                                        |                                                                        | 4 494   | 0,72  | 0,68 | 0      | en stagnation |  |
|                        | Parti populaire de la liberté Aileba (PLPA)                            |                                                                        |                                                                        | 4 494   | 0,72  | 0,68 | 0      | en stagnation |  |
|                        | Mouvement liberté pour les Maubères (MLPM)                             |                                                                        |                                                                        | 4 494   | 0,72  | 0,68 | 0      | en stagnation |  |
|                        | Parti républicain (PR)                                                 | Parti républicain (PR)                                                 | Parti républicain (PR)                                                 | 4 125   | 0,66  | 0,04 | 0      | en stagnation |  |
|                        | Mouvement social démocrate (MSD)                                       | Mouvement social démocrate (MSD)                                       | Mouvement social démocrate (MSD)                                       | 3 188   | 0,51  | 1,90 | 0      | en stagnation |  |
|                        | Parti social démocrate (PSD)                                           |                                                                        |                                                                        | 3 188   | 0,51  | 1,90 | 0      | en stagnation |  |
|                        | Centre d'action social démocrate timorais (CASDT)                      |                                                                        |                                                                        | 3 188   | 0,51  | 1,90 | 0      | en stagnation |  |
|                        | Parti socialiste du Timor (PST)                                        |                                                                        |                                                                        | 3 188   | 0,51  | 1,90 | 0      | en stagnation |  |
|                        | Parti démocrate chrétien (PDC)                                         |                                                                        |                                                                        | 3 188   | 0,51  | 1,90 | 0      | en stagnation |  |
|                        |                                                                        |                                                                        |                                                                        |         |       |      |        |               |  |
| Votes valides          | Votes valides                                                          | Votes valides                                                          | Votes valides                                                          | 624 525 | 98,33 |      |        |               |  |
| Votes blancs           | Votes blancs                                                           | Votes blancs                                                           | Votes blancs                                                           | 2 998   | 0,47  |      |        |               |  |
| Votes nuls             | Votes nuls                                                             | Votes nuls                                                             | Votes nuls                                                             | 7 593   | 1,20  |      |        |               |  |
| Total                  | Total                                                                  | Total                                                                  | Total                                                                  | 635 116 | 100   | –    | 65     | en stagnation |  |
| Abstention             | Abstention                                                             | Abstention                                                             | Abstention                                                             | 149 170 | 19,02 |      |        |               |  |
| Inscrits/Participation | Inscrits/Participation                                                 | Inscrits/Participation                                                 | Inscrits/Participation                                                 | 784 286 | 80,98 |      |        |               |  |

| Majorité absolue |     |     |    |
| ↓                |     |     |    |
| 23               | 3   | 34  | 5  |
| Fretilin         | FDD | AMP | PD |

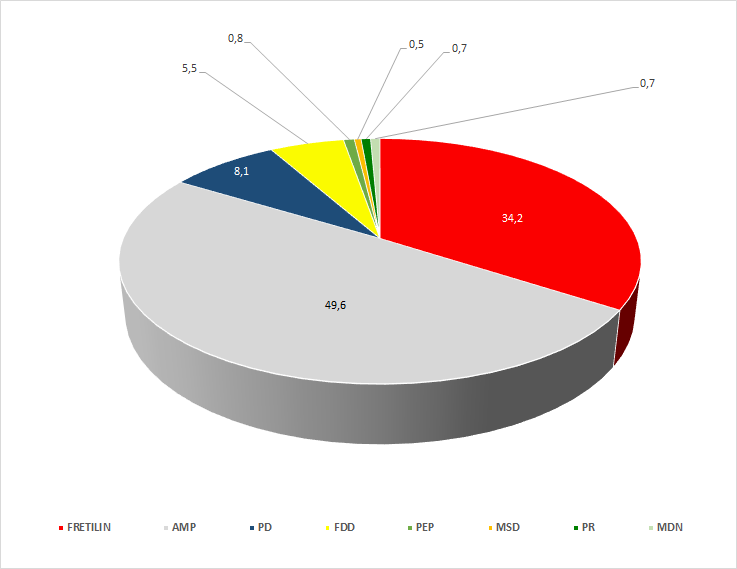
Répartition des voix
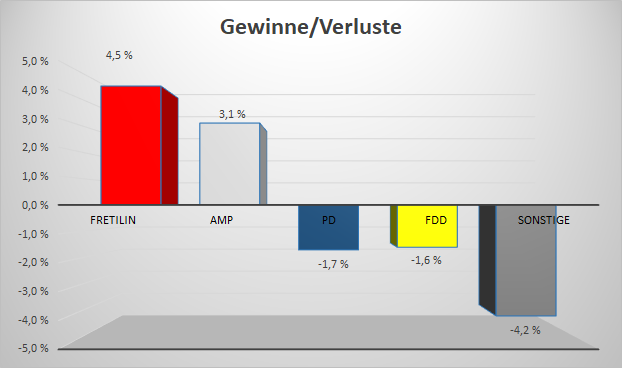
Évolution par rapport à 2017
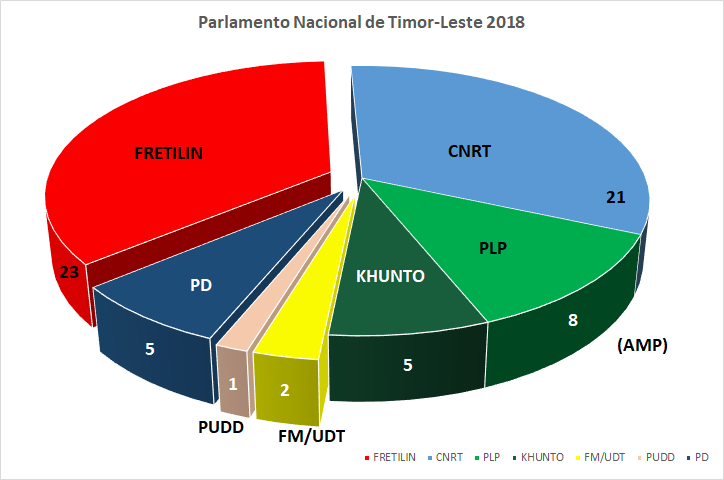
Répartition des sièges
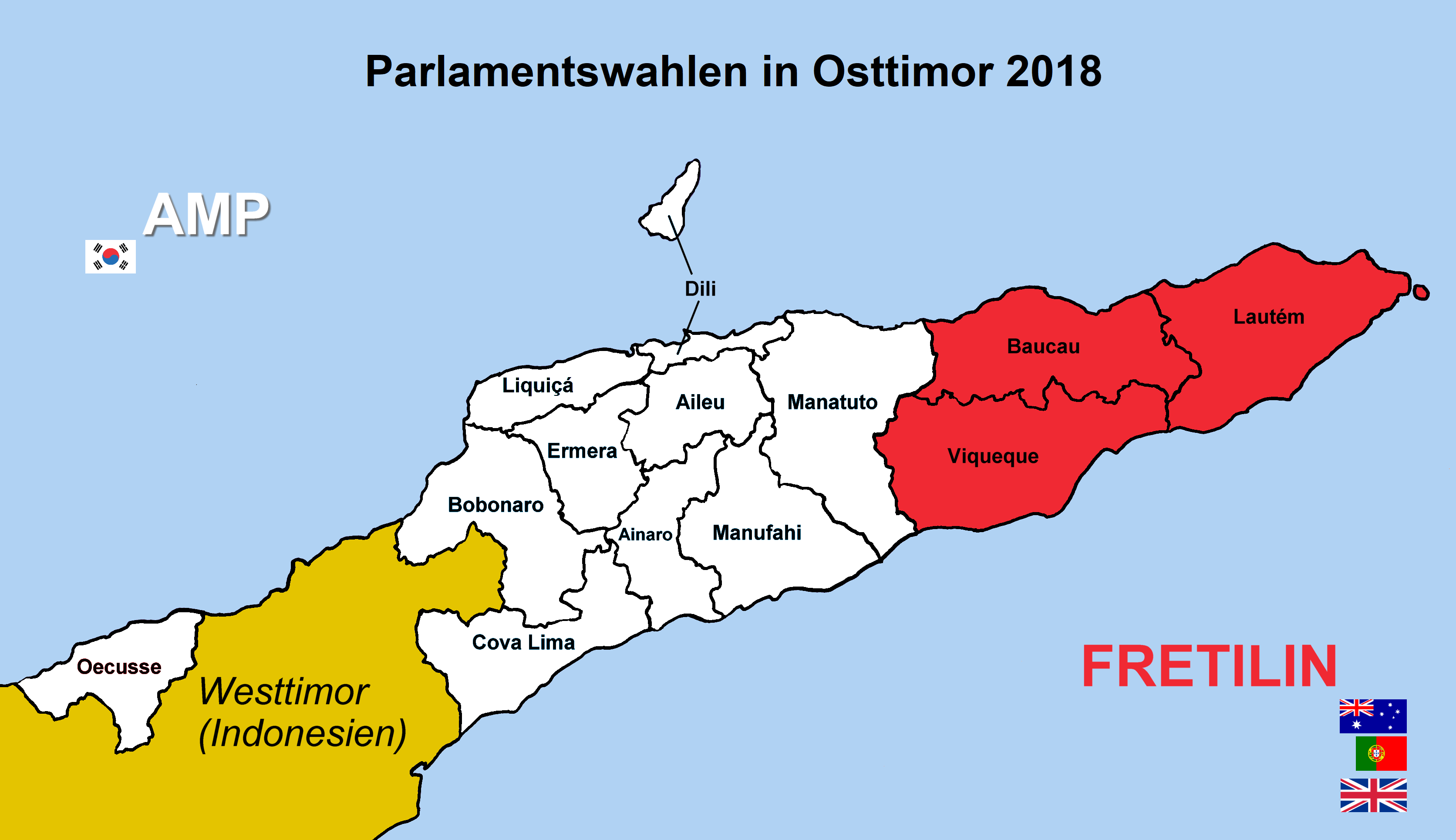
Parti arrivé en tête par municipalités
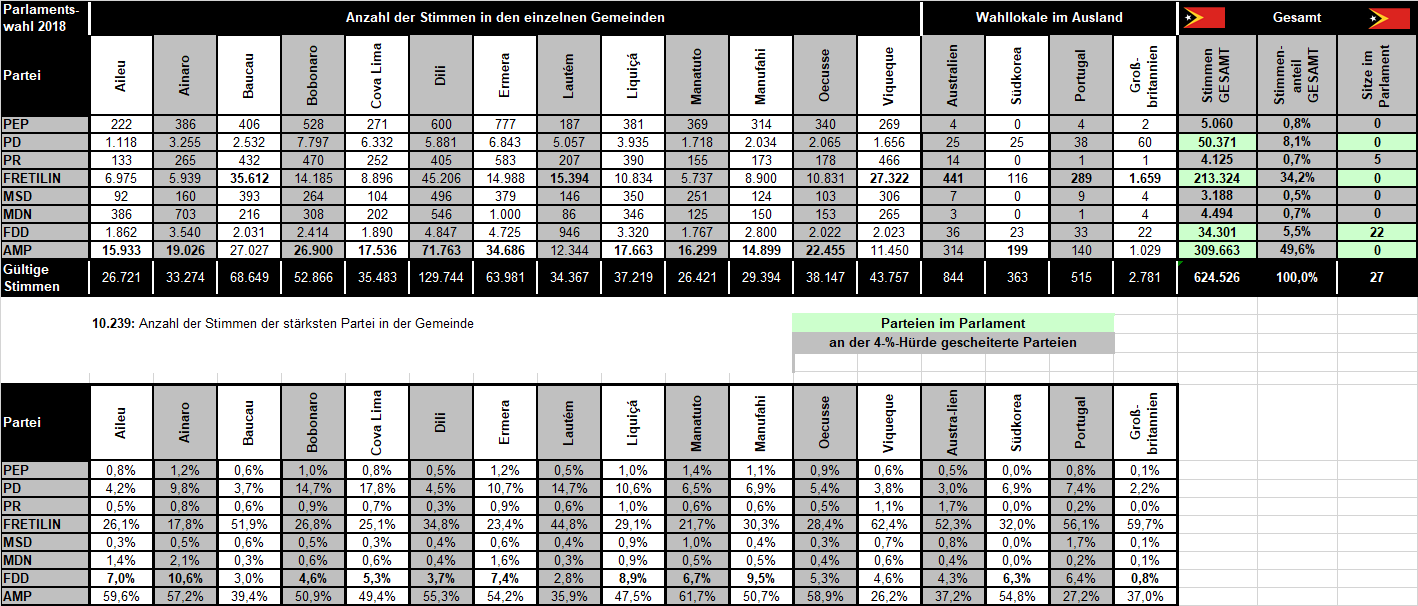
Résultats dans les municipalités

### Par municipalité
| Municipalité | AMP     | FRETILIN | PD     | FDD    | PEP   | MDN   | PR    | MSD   | Total   |
| ------------ | ------- | -------- | ------ | ------ | ----- | ----- | ----- | ----- | ------- |
| Aileu        | 15,933  | 6,975    | 1,118  | 1,862  | 222   | 386   | 133   | 92    | 26,721  |
| Ainaro       | 19,026  | 5,939    | 3,255  | 3,540  | 386   | 703   | 265   | 160   | 33,274  |
| Baucau       | 27,027  | 35,612   | 2,532  | 2,031  | 406   | 216   | 432   | 393   | 68,649  |
| Bobonaro     | 26,900  | 14,185   | 7,797  | 2,414  | 528   | 308   | 470   | 264   | 52,866  |
| Covalima     | 17,536  | 8,896    | 6,332  | 1,890  | 271   | 202   | 252   | 104   | 35,483  |
| Dili         | 71,763  | 45,206   | 5,881  | 4,847  | 600   | 546   | 405   | 496   | 129,744 |
| Ermera       | 34,686  | 14,988   | 6,843  | 4,725  | 777   | 1,000 | 583   | 379   | 63,981  |
| Lautem       | 12,344  | 15,394   | 5,057  | 946    | 187   | 86    | 207   | 146   | 34,367  |
| Liquica      | 17,663  | 10,834   | 3,935  | 3,320  | 381   | 346   | 390   | 350   | 37,219  |
| Manatuto     | 16,299  | 5,737    | 1,718  | 1,767  | 369   | 125   | 155   | 251   | 26,421  |
| Manufahi     | 14,899  | 8,900    | 2,034  | 2,800  | 314   | 150   | 173   | 124   | 29,394  |
| Oecusse      | 22,455  | 10,831   | 2,065  | 2,022  | 340   | 153   | 178   | 103   | 38,147  |
| Viqueque     | 11,450  | 27,322   | 1,655  | 2,023  | 269   | 265   | 466   | 306   | 43,756  |
| Australie    | 314     | 441      | 25     | 36     | 4     | 3     | 14    | 7     | 844     |
| Corée du Sud | 199     | 116      | 25     | 23     | 0     | 0     | 0     | 0     | 363     |
| Portugal     | 140     | 289      | 38     | 33     | 4     | 1     | 1     | 9     | 515     |
| Royaume-Uni  | 1,029   | 1,659    | 60     | 22     | 2     | 4     | 1     | 4     | 2,781   |
| Total        | 309,663 | 213,324  | 50,370 | 34,301 | 5,060 | 4,494 | 4,125 | 3,188 | 624,525 |